# L'aquila a due teste
L'aquila a due teste è un'opera teatrale di Jean Cocteau, rappresentata per la prima volta a Bruxelles nell'ottobre 1946 al Théâtre Royal des Galeries, con Edwige Feuillère e Jean Marais. Fu pubblicata nello stesso anno da Gallimard.
La versione cinematografica, diretta da Cocteau stesso nell'ottobre 1947 a Vizille, uscirà nel 1948. Anche Michelangelo Antonioni ne farà una riduzione per lo schermo in Il mistero di Oberwald.
Cocteau afferma di aver preso ispirazione dalle storie di Ludovico II di Baviera e dell'imperatrice Elisabetta d'Austria. Ludovico era stato trovato annegato nel lago di Stamberg in Baviera, in circostanze che non sono mai state adeguatamente chiarite. Elisabetta fu accoltellata al cuore dall'anarchico Luigi Lucheni mentre camminava per Ginevra. Per il suo ritratto della regina, Cocteau attinse dal ritratto di Elisabetta fatto da Remy de Gourmont nel suo Promenades littéraires. Le prestazioni di Edwige Feuillère e Jean Marais nella prima produzione francese sono stati parte essenziale della concezione di Cocteau dell'opera. 

## Sinossi
Nel decimo anniversario dell'assassinio del re, la sua vedova solitaria, la regina, arriva al castello di Krantz per passare la notte. Stanislas, un giovane poeta anarchico cerca di ucciderla, entra nella sua stanza, la ferisce; l'uomo somiglia molto al re morto, e la regina lo ospita, invece di consegnarlo alla polizia. La donna lo vede come l'incarnazione della propria morte, e lo chiama Azraël (l'angelo della morte). Tra i due si sviluppa un amore ambiguo, che li unisce nel tentativo di sconfiggere le trame dei politici di corte, rappresentati dal conte di Foëhn, il capo della polizia, ed Edith de Berg, dama della regina. Al fine di rimanere fedeli ai loro ideali e gli uni agli altri, la regina e Stanislas devono svolgere il loro ruolo nella loro bizzarra tragedia privata, anche se il mondo non potrà mai capire.
- Il primo atto si svolge nella camera da letto della regina a Krantz, di pomeriggio.

- Il secondo atto si svolge nella libreria del castello la mattina seguente.

- Il terzo atto si svolge nella libreria la mattina successiva.

## Produzione
L'opera è stata rappresentata la prima volta al Théâtre Royal des Galeries a Bruxelles nell'ottobre 1946, seguita da alcune performance a Lione. La prima rappresentazione a Parigi ha avuto luogo nel novembre 1946 al Théâtre Hébertot, diretta da Jacques Hébertot. Il cast comprendeva Edwige Feuillère, nei panni della regina, Jean Marais nelle vesti di Stanislas, Silvia Monfort come Edith de Berg, e Jacques Varennes come il conte di Foehn. I costumi furono realizzaati da Christian Bérard, le scenografie da André Beaurepaire, e Georges Auric scrisse la Hymne regale che si sente alla fine dell'opera. La produzione continuò in altri teatri di Parigi durante il 1947.
Una versione inglese del dramma venne realizzata da Ronald Duncan sotto il titolo L'aquila ha due teste. La prima rappresentazione avvenne al Lyric Hammersmith a Londra il 4 settembre 1946, con Eileen Herlie come Regina e James Donald come Stanislas. E stata diretto per la Compagnia dei Quattro da Murray Macdonald. (Ronald Duncan ha descritto la sua versione come un "adattamento" piuttosto che una traduzione. Cocteau non era contento della versione inglese, definendola "assurda".
La prima rappresentazione a New York si è svolta al Teatro Plymouth il 19 marzo 1947, con Tallulah Bankhead come regina e Helmut Dantine come Stanislas. Secondo Cocteau le modifiche effettuate da Bankhead fecero sì che la produzione fosse un flop.

## Adattamenti
- L'aquila a due teste, (L'Aigle à deux têtes) (1948)  film di Cocteau, che usa gli stessi attori principali della produzione parigina.
- L'Aigle à deux têtes (1975) versione TV francese, diretto da Pierre Cavassilas.
- Il mistero di Oberwald (1981) film diretto da Michelangelo Antonioni.